# Cimitero monumentale di Morcote
Il cimitero monumentale di Morcote fu costruito nel 1750 e ampliato nel 1869 e nel 1978. Al suo interno:

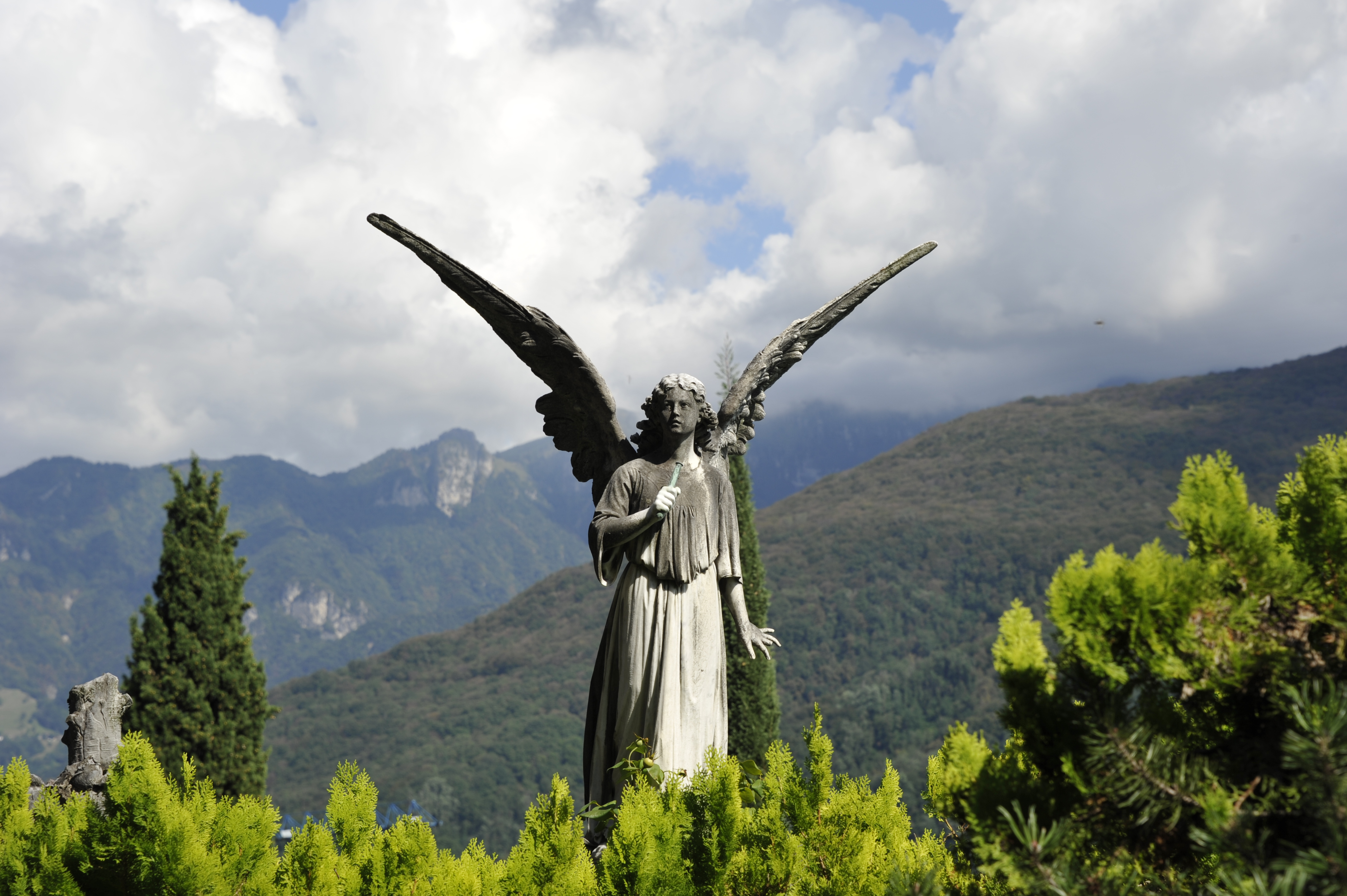
Angelo nel cimitero

- - La cappella realizzata da Gaspare e Giuseppe Fossati nel 1869.
  - La cappella della famiglia Paleari realizzata nel 1872 da Giuseppe Fossati.
  - L'edicola monumentale della famiglia Caccia, realizzata da Augusto Guidini nel 1884.
  - La cappella Gianini, costruita nel 1955 da Mario Chiattone
  - La tomba di Carlo Bombieri, che ospita una scultura bronzea di Henry Moore.
- La cappella di Santa Teresa d'Avila, costruita prima del 1728, data riportata in un'iscrizione che cita Davide, Antonio e Giorgio Fossati come autori della scalinata.